# أميرة الرزقي
أميرة الرزقي هي ممثلة و فنانة تونسية

## فيلموغرافيا

### سينما

#### أفلام طويلة
- 2001: الكتبية لنوفل صاحب الطابع
- 2004: كلمة رجال لمعز كمون

#### أفلام قصيرة
- 2006: مدام بهجة لوليد الطايع
- 2006: من قتل الأمير الجذاب؟ لفارس نعناع
- 2008: لزهر لبحري بن يحمد
- 2008: آلو لمديح بلعيد

### المسلسلات تلفزيونية
- 2003: عند عزيز لصلاح الدين الصيد
- 2004: لوتيل لصلاح الدين الصيد
- 2004: جاري يا حمودة لعبد الجبار البحوري
- 2007-2005: شوفلي حل لصلاح الدين الصيد (ضيفة شرف الحلقات 4 و 30 من الموسم 1 و الحلقة 22 من الموسم 3): مدام مسعودة
- 2008: الكولوك لبرهان بن حسونة
- 2010: دار الخلاعة لأحمد رجب ونبيل بالسعيدية

### أفلام قصيرة
- 2008: فيلا الياسمين لفريد بوغدير

### موسيقى
أميرة الرزقي هي أيضا مغنية كما تقمصت أنماطا موسيقية مختلفة مثل البلوز و الفاضول و إستفادت من التراث التونسي. وهي عادة مرافقة بقيثارة يوسف لخوة.
- 2014: البردڨانة

### راديو
- 2020: حد ما يتحرك